# 夜子ママ&オアシスガールズ
夜子ママ&オアシスガールズ（やこママ アンド オアシスガールズ）は、東京都麻布十番の高級クラブ「オアシス」のママとコンパニオン50名からなるボランティアグループ。2005年キングレコードよりデビュー。
麻生十番の高級会員制クラブ『サロンド夜子オアシス』のオーナーママである二条夜子（にじょう やこ）を中心に結成された。二条夜子は、他に福生グループ会長、ボランティアサークル『蓮の花の会』会長、東京日露協会理事、NPO法人 アジアヒューマンサポート最高顧問など、数々の肩書きを持つ。

## ディスコグラフィー

### シングル
- Uhhuu-n ～ようこそオアシスへ～（2005年4月27日）
- 夜子ママ宇宙音頭（2005年11月23日）